# Ichneumon alpestris
Ichneumon alpestris là một loài tò vò trong họ Ichneumonidae.